# Flying Carpet Air Transport & Services
Flying Carpet of Flying Carpet Air Transport & Services is een Libanese luchtvaartmaatschappij met haar thuisbasis in Beiroet.

## Geschiedenis
Flying Carpet is opgericht in 2001.

## Bestemmingen
Flying Carpet voert lijnvluchten uit met Fairchild Metro vliegtuigen vanuit Beiroet naar Bagdad en Arbill.(juli 2007)

## Vloot
De vloot van Flying Carpet bestaat uit:(augustus 2007)
- 2 Boeing B737-200